# Lesley Selander
Lesley Selander (Los Ángeles; 26 de mayo de 1900 - Los Alamitos; 5 de diciembre de 1979) fue un director de cine estadounidense.

## Trayectoria
Comenzó su carrera en los años 20 como técnico de laboratorio. Después se convirtió en asistente del cámara y, finalmente, en asistente de dirección. Entre 1925 y 1936 Selandder participó como asistente de dirección en 15 películas.
En 1936, dirigió su primera película, un Western. El western fue su género predilecto. Más del 90% de sus películas son westerns. Además rodó un par de dramas, títulos de aventuras, thrillers, de terror y de ciencia ficción. 
Aunque la mayoría de sus películas son de bajo presupuesto, de las que se denominan con carácter despectivo serie B, su trabajo siempre fue muy profesional y, sus películas tenían sentido del ritmo.
Cuando la demanda de lo western descendió, Selander tanteó la televisión. No obstante, nunca le faltó trabajo en la gran pantalla. Para la televisión, entre 1952 y 1960, dirigió varios episodios para seis series:
1. 1952 - Cowboy G-Men.
2. 1954 - Lassie.
3. 1955 - Fury
4. 1956 - Zane Grey Theater.
5. 1958 - Cannonball.
6. 1960 - Overland Trail.

A mediados de los 60, volvió al cine y empezó a rodar una serie de películas que pertenecen a lo que se ha catalogado como western nostálgicos con viejas estrellas del género repitiendo en los roles que les dieron la fama. Nuevas películas, según vieja fórmulas.
Se retiró en 1968. Murió a los 79 años.

## Filmografía
1. 1936 - Empty saddles. Western protagonizado por Buck Jones.
2. 1936 - Boss rider of gun creek. Western protagonizado por Buck Jones.
3. 1936 - Cowboy ganador (Ride 'em cowboy). Western protagonizado por Buck Jones.
4. 1937 - The barrier. Película de aventuras protagonizada por Leo Carrillo, Jean Parker y James Ellison.
5. 1937 - Black aces. Western protagonizado por Buck Jones.
6. 1937 - Hopalong rides again. Western protagonizado por William Boyd, George "Gabby" Hayes y Russell Hayden.
7. 1937 - Smoke tree range. Western protagonizado por Buck Jones.
8. 1937 - Left-handed law. Western protagonizado por Buck Jones.
9. 1937 - Sandflow. Western protagonizado por Buck Jones.
10. 1938 - La ley del revólver (Hopalong Cassidy). Western protagonizado por Charles Anthony Hughes, Clara Kimball Young y Russell Hayden.
11. 1938 - El último apache (The Frontiersmen). Western protagonizado por William Boyd, George "Gabby" Hayes y Russell Hayden.
12. 1938 - The mysterious rider. Western protagonizado por Douglass Dumbrille, Sidney Toler y Russell Hayden.
13. 1938 - Pride of the west. Western protagonizado por William Boyd, George "Gabby" Hayes y Russell Hayden.
14. 1938 - Justicia vaquera (Bar 20 justice). Western protagonizado por William Boyd, George "Gabby" Hayes y Russell Hayden.
15. 1938 - Heart of Arizona. Western protagonizado por William Boyd, George "Gabby" Hayes y Russell Hayden.
16. 1938 - Cassidy of bar 20. Western protagonizado por William Boyd, George "Gabby" Hayes y Russell Hayden.
17. 1938 - Partners of the plains. Western protagonizado por William Boyd y Russell Hayden.
18. 1939 - Range war. Western protagonizado por (1939)
19. 1939 - The renegade trail. Western protagonizado por William Boyd, George "Gabby" Hayes y Russell Hayden.
20. 1939 - Heritage of the desert. Western protagonizado por Donald Woods, Evelyn Venable y Russell Hayden.
21. 1939 - Silver on the sage. Western protagonizado por William Boyd, George "Gabby" Hayes y Russell Hayden.
22. 1939 - Sunset trail. Western protagonizado por William Boyd, George "Gabby" Hayes y Russell Hayden.
23. 1940 - Tres hombres de Texas (Three men from Texas). Western protagonizado por William Boyd, George "Gabby" Hayes y Russell Hayden.
24. 1940 - Knights of the range. Western protagonizado por Russell Hayden, Victor Jory y Jean Parker.
25. 1940 - Cherokee strip. Western protagonizado por Richard Dix, Florence Rice, William Henry y Victor Jory.
26. 1940 - A prueba de fuego (Stagecoach war). Western protagonizado por William Boyd y Russell Hayden.
27. 1940 - Hidden gold. Western protagonizado por William Boyd y Russell Hayden.
28. 1940 - The light of western stars. Western protagonizado por Victor Jory, Jo Ann Sayers y Russell Hayden.
29. 1940 - Santa Fe marshal. Western protagonizado por William Boyd y Russell Hayden.
30. 1941 - Riders of the timberline. Western protagonizado por William Boyd, Andy Clyde y Brad King.
31. 1941 - Stick to your guns. Western protagonizado por William Boyd, Andy Clyde y Brad King.
32. 1941 - La ley del oeste. (Wide open town). Western protagonizado por William Boyd, Russell Hayden y Andy Clyde.
33. 1941 - Pirates on horseback. Western protagonizado por William Boyd, Russell Hayden y Andy Clyde.
34. 1941 - The roundup. Western protagonizado por Richard Dix y Patricia Morison.
35. 1941 - Doomed caravan. Western protagonizado por William Boyd, Russell Hayden y Andy Clyde.
36. 1942 - El infiltrado (Undercover man). Western protagonizado por William Boyd, Andy Clyde y Jay Kirby.
37. 1942 - Lost canyon. Western protagonizado por William Boyd, Andy Clyde y Jay Kirby.
38. 1942 - Red river Robin Hood. Western protagonizado por Tim Holt, Cliff Edwards y Barbara Moffett.
39. 1942 - Bandit ranger. Western protagonizado por Tim Holt y Cliff Edwards.
40. 1942 - Thundering hoofs. Western protagonizado por Tim Holt y Ray Whitley.
41. 1943 - Bar 20. Western protagonizado por William Boyd y Andy Clyde
42. 1943 - Pistolas y lazos (Colt comrades). Western protagonizado por William Boyd, Andy Clyde y Jay Kirby.
43. 1943 - Buckskin frontier. Western protagonizado por Richard Dix y Jane Wyatt.
44. 1943 - Riders of the deadline. Western protagonizado por William Boyd, Andy Clyde y Jimmy Rogers.
45. 1943 - Border patrol. Western protagonizado por William Boyd, Andy Clyde y Jay Kirby.
46. 1944 - Sheriff of Las Vegas. Western protagonizado por Wild Bill Elliott, Robert Blake, Alice Fleming y Peggy Stewart.
47. 1944 - Firebrands of Arizona. Western protagonizado por Smiley Burnette, Sunset Carson y Peggy Stewart.
48. 1944 - Sheriff of Sundown. Western protagonizado por Allan Lane, Linda Stirling y Max Terhune.
49. 1944 - Cheyenne Wildcat. Western protagonizado por Wild Bill Elliott, Robert Blake y Alice Fleming.
50. 1944 - Stagecoach to Monterey. Western protagonizado por Allan Lane, Peggy Stewart y Wally Vernon.
51. 1944 - Bordertown trail. Western protagonizado por Smiley Burnette, Sunset Carson y Weldon Heyburn.
52. 1944 - Call of the rockies. Western protagonizado por Smiley Burnette, Sunset Carson y Harry Woods.
53. 1944 - Cuarenta malvados (Forty thieves). Western protagonizado por William Boyd, Andy Clyde y Jimmy Rogers.
54. 1944 - Los leñadores (Lumberjack). Western protagonizado por William Boyd, Andy Clyde y Jimmy Rogers.
55. 1945 - The fatal witness. Thriller protagonizado por Evelyn Ankers, Richard Fraser y George Leigh.
56. 1945 - Selva negra (película). (Jungle raiders). Película de aventuras protagonizado por Kane Richmond , Eddie Quillan y Veda Ann Borg.
57. 1945 - Phantom of the plains. Western protagonizado por Wild Bill Elliott, Robert Blake y Alice Fleming.
58. 1945 - Trail of Kit Carson. Western protagonizado por Allan Lane, Helen Talbot y Tom London.
59. 1945 - Three's a crowd. Thriller protagonizado por Pamela Blake y Charles Gordon.
60. 1945 - The vampire's ghost. Película de terror rotagonizada por John Abbott, Charles Gordon y Peggy Stewart.
61. 1945 - Great stagecoach Robbery. Western protagonizado por Wild Bill Elliott, Robert Blake y Alice Fleming.
62. 1946 - Out California way. Western protagonizado por Monte Hale, Lorna Gray y Robert Blake.
63. 1946 - Night train to Memphis. Drama protagonizado por Roy Acuff, Adele Mara y Allan Lane.
64. 1946 - Traffic in crime. Thriller protagonizado por Kane Richmond, Anne Nagel y Adele Mara.
65. 1946 - Passkey to danger. Thriller protagonizado por Kane Richmond, Stephanie Bachelor y Adele Mara.
66. 1946 - The catman of Paris. Película de terror protagonizada por Carl Esmond, Lénore Auberty y Adele Mara
67. 1947 - The red stallion. Western protagonizado por Robert Paige y Noreen Nash.
68. 1947 - Blanckmail. Western protagonizado por William Marshall, Adele Mara y Ricardo Cortez.
69. 1947 - Robin Hood of Texas. Western protagonizado por Gene Autry , Lynne Roberts y Sterling Holloway.
70. 1947 - Saddle pals. Western protagonizado por Gene Autry y Lynne Roberts.
71. 1947 - Last frontier uprising. Western protagonizado por Monte Hale y Lorna Gray.
72. 1947 - The pilgrim lady. Drama protagonizado por Lynne Roberts y Warren Douglas.
73. 1948 - Indian agent. Western protagonizado por Tim Holt, Richard Martin y Nan Leslie.
74. 1948 - La hija de Belle Starr (Belle Starr's daughter). Western protagonizado por George Montgomery, Rod Cameron y Ruth Roman.
75. 1948 - Imperio del crimen (Panhandle). Western protagonizado por Rod Cameron y Cathy Downs. Primer guion para el cine escrito por Blake Edwards.
76. 1948 - Guns of hate. Western protagonizado por Tim Holt, Nan Leslie y Richard Martin.
77. 1949 - Los jinetes de las praderas (Masked Raiders). Western protagonizado por Tim Holt, Richard Martin, Marjorie Lord y Gary Gray.
78. 1949 - The mysterious desperado. Western protagoniado por Tim Holt, Richard Martiny Edward Norris.
79. 1949 - Stampede. Western protagoniado por Rod Cameron y Gale Storm.
80. 1949 - The sky dragon. Western protagoniado por Roland Wintersy y Keye Luke.)
81. 1949 - Rustlers. Western protagoniado por Tim Holt y Richard Martin.
82. 1949 - Brothers in the saddle. Western protagoniado por Tim Holt, Richard Martin, Steve Brodie y Virginia Cox.
83. 1949 - Strike it rich. Comedia protagoniado por Rod Cameron y Bonita Granville.
84. 1950 - Dakota Lil. Western protagoniado por George Montgomery, Marie Windsor, Rod Cameron y Marion Martin.
85. 1950 - Short grass. Western protagoniado por Rod Cameron, Cathy Downs y Johnny Mack Brown.
86. 1950 - The kangaroo kid. Western protagoniado por Jock Mahoney y Veda Ann Borg.
87. 1950 - Patrulla de Río Grande (Rio Grande patrol). Western protagoniado por Tim Holt y Jane Nigh.
88. 1950 - Rider from Tucson. (1950) Western protagoniado por Tim Holt, Elaine Riley y Douglas Fowley.
89. 1950 - Storm over Wyoming. Western protagoniado por Tim Holt, Richard Martin y Noreen Nash.
90. 1950 - Riders of the range. Western protagoniado por Tim Holt, Richard Martin y Jacqueline White
91. 1951 - Overland telegraph. Western protagonizado por Tim Holt y Gail Davis.
92. 1951 - Vuelo a marte  (Flight to Mars). Película de ciencia ficción protagonizada por Marguerite Chapman y Cameron Mitchell.
93. 1951 - Pistol harvest. Western protagonizado por Tim Holt, Richard Martin y Joan Dixon
94. 1951 - El caballero enmascarado. (The Highwayman). Película de aventuras protagonizada por Philiph Friend, Wanda Hendrix y Charles Coburn.
95. 1951 - Gunplay. Western protagonizado por Tim Holt, Joan Dixon y Harper Carter.
96. 1951 - Cavalry scout. Western protagonizado por Rod Cameron, Audrey Long y Jim Davis.
97. 1951 - Yo fui una espía americana I was an American spy. Drama protagonizado por Ann Dvorak, Gene Evans y Douglas Kennedy.
98. 1951 - Saddle legion. Western protagonizado por Tim Holt, Dorothy Malone y Robert Livingston.
99. 1951 - Law of the badlands. Western protagonizado por Tim Holt, Richard Martin y Joan Dixon
100. 1952 - The raiders. Western protagonizado por Richard Conte y Viveca Lindfors.
101. 1952 - Battle zone. Película bélica protagonizado por John Hodiak, Linda Christian y Stephen McNally.
102. 1952 - Flat top. Película bélica protagonizado por Sterling Hayden, Richard Carlson y William Phipps.
103. 1952 - Camino del desierto. (Desert passage). Western protagonizado por Tim Holt, Joan Dixon y Walter Reed.
104. 1952 - Road agent. Western protagonizado por Tim Holt, Tim Holt y Noreen Nash.
105. 1952 - Rastro Oculto. (Trail guide). Western protagonizado por Mauritz Hugo, Richard Martin, John Merton y Tom London.
106. 1952 - Fort Osage. Western protagonizado por Rod Cameron, Jane Nigh y Morris Ankrum.
107. 1953 - Fighter attack. Película bélica protagonizada por Sterling Hayden, J. Carrol Naish y Joy Page.
108. 1953 - Argelia (película) (Fort Algiers). Western protagonizado por Leif Erickson, Yvonne de Carlo y John Dehner.
109. 1953 - The royal african rifles. Western protagonizado por Louis Hayward y Veronica Hurst.
110. 1953 - Pinturas de guerra (War paint). Western protagonizado por Robert Stack, Peter Graves y Joan Taylor.
111. 1953 - Cow country. Western protagonizado por Edmond O'Brien y Helen Westcott.
112. 1953 - Fort Vengeance. Western protagonizado por James Craig y Rita Moreno.
113. 1954 - Return from the sea. Comedia romántica protagonizada por Jan Sterling, Neville Brand y Lloyd Corrigan.
114. 1954 - The yellow tomahawk. Western protagonizado por Rory Calhoun, Peggie Castle y Lee Van Cleef.
115. 1954 - Flechas incendiarias (Arrow in the dust). Western protagonizado por Sterling Hayden Coleen Gray y Lee Van Cleef.
116. 1954 - Dragonfly squadron. Película bélica protagonizada por John Hodiak, Barbara Britton y Bruce Bennett.
117. 1955 - Fuerte Yuma (Fort Yuma). Western protagonizado por Peter Graves, Joan Vohs, John Hudson y Joan Taylor.
118. 1955 - Shotgun. Western protagonizado por Sterling Hayden e Yvonne de Carlo.
119. 1955 - Desert sands. Película de aventuras protagonizad por Ralph Meeker, Marla English, J. Carrol Naish y John Smith.
120. 1955 - Tall man riding. Western protagonizado por Randolph Scott, Dorothy Malone, Peggie Castle.
121. 1955 - La pradera sangrienta (Shotgun). Western protagonizado por Sterling Hayden e Yvonne de Carlo.
122. 1956 - Quincannon, explorador de la frontera (Quincannon - Frontier Scout). Western protagonizado por Tony Martin, Peggie Castle y John Bromfield.
123. 1956 - The broken star Western protagonizado por Howard Duff, Lita Baron y Bill Williams
124. 1957 - The wayward girl. Drama protagonizado por Marcia Henderson, Pete Walker y Katherine Barrett.
125. 1957 - Taming Sutton's gal. Comedia romántica protagonizado por Gloria Talbott y John Lupton.
126. 1957 - Outlaw's son. Western protagonizado por Dane Clark, Ben Cooper y Lori Nelson.
127. 1957 - Revolt at Fort Laramie. Western protagonizado por John Dehner, Gregg Palmer y Frances Helm.
128. 1957 - Tomahawk trail. Western protagonizado por Chuck Connors, ohn Smith y Susan Cummings.
129. 1958 - El llanero solitario y la ciudad de oro pérdida (The Lone Ranger and the Lost City of Gold) protagonizado por Clayton Moore.
130. 1965 - Ciudad indomable (Town Tamer) Western protagonizado por Dana Andrews, Terry Moore, y Lon Chaney Jr..
131. 1965 - Fort Courageous. Western protagonizado por Fred Beir, Don "Red" Barry y Hanna Landy.
132. 1965 - War party. Western protagonizado por Don "Red" Barry e Michael T. Mikler y Davey Davison.
133. 1965 - Convict stage. Western protagonizado por Harry Lauter y Don "Red" Barry.
134. 1967 - Fort Utah. Western protagonizado por Scott Brady y Virginia Mayo.
135. 1966 - Texas kid (The Texican) western protagonizado por Audrey Murphy, Broderick Crawford y Diana Lorys.
136. 1968 - Arizona (Arizona Bushwhackers). Western protagonizado por Howard Keel, Yvonne de Carlo y John Ireland.